# チョップリフター
『チョップリフター』 (Choplifter) は、1982年にアメリカ合衆国のブローダーバンド社から発売されたApple II用横スクロールシューティングゲームである。
『ロードランナー』（1983年）及び『バンゲリング ベイ』（1984年）とともに、バンゲリング帝国三部作の1つであり、開発はダン・ゴーリンが行っている。
ブローダーバンド社から8ビットコンピュータ用のゲームとして発売されたことに始まる。点数が人道的な目標の成功に応じて設定されているのが特徴。日本国内外の主要なパソコン各機種で発売されたほか、家庭用ゲーム機、アーケードゲームにも移植された。
1979年11月に起きたイランアメリカ大使館人質事件の際、米軍特殊部隊デルタフォースが、奪還した人質と共にヘリコプターで脱出する予定だったイーグルクロー作戦に着想を得て制作されたと言われる。ゲーム中の味方基地には大半の機種で星条旗が掲揚されているが、SG-1000版の海ステージでは日の丸が掲揚され、背景には富士山も描かれている。なお、ファミコン版の取扱説明書によると、1997年に架空の武装集団「スワージュ」に連れ去られた連邦軍の兵士を救出するという設定になっている。
後にApple II版の発売から30年の時を経て、HD画質で大幅にリメイクされた『チョップリフターHD』（2012年）がInXile Entertainmentよりリリースされている。

## ゲーム内容
プレイヤーはヘリコプター「ホークZ」を操縦して、地上や海上にあるバンゲリング帝国の収容所を破壊、中から走り出してくる仲間の捕虜を次々と救出し、味方基地まで送り届ける。地上では戦車、空中では戦闘機などが攻撃を仕掛けてくるので、これらの攻撃をかわして多数の捕虜を救出しなければならない。ヘリコプターは慣性がかかって加速・減速は徐々に行われるので、独特の操作感覚がある。捕虜は各ステージそれぞれに64人ずつ存在するが、一度に乗せられる人数には限りがあるため、数回に分けて運ぶ必要がある。一定数の捕虜を救出するとステージクリアー。なお、一度に乗せられる捕虜の人数や、クリアーに必要な救出人数は移植機種により条件が異なる。
ヘリからの攻撃は救出すべき捕虜にも当たる上にヘリが踏み潰しても死んでしまうので、自分自身で殺してしまうことがよくある。「捕虜をヘリの攻撃で全滅させる」という本来の目的とは逆のプレイを行うことも可能であるが、機種・作品によっては次の面に進めない挙句、燃料が補給されていない状態でやり直しもある。

## 移植版
| No. | タイトル               | 発売日               | 対応機種                    | 開発元               | 発売元               | メディア                          | 型式            | 備考                         |
| --- | ---------------------- | -------------------- | --------------------------- | -------------------- | -------------------- | --------------------------------- | --------------- | ---------------------------- |
| 1   | Choplifter!            | 1982年               | Atari 8ビット・コンピュータ | ダン・ゴーリン       | ブローダーバンド     | ロムカセット                      | ATCART191       |                              |
| 2   | Choplifter!            | 1982年 1983年        | VIC-1001                    | トム・グリナー       | Creative Software    | ロムカセット                      | VI-CL-C         |                              |
| 3   | Choplifter!            | 1983年               | コモドール64                | ダン・ゴーリン       | ブローダーバンド     | ロムカセット                      | -               |                              |
| 4   | Choplifter!            | 1984年               | Atari 5200                  | アタリ               | アタリ               | ロムカセット                      | CX5253          |                              |
| 5   | Choplifter!            | 1984年               | コレコビジョン              | コレコ               | コレコ               | ロムカセット                      | -               |                              |
| 6   | チョップリフター       | 1984年               | FM-7                        | ソフトプロ           | ソフトプロ           | フロッピーディスク カセットテープ | -               |                              |
| 7   | チョップリフター       | 1984年               | SMC-777                     | -                    | ソニー               | フロッピーディスク                | -               |                              |
| 8   | チョップリフター       | 1984年10月3日        | PC-9801                     | システムソフト       | システムソフト       | フロッピーディスク                |                 |                              |
| 9   | チョップリフター       | 1984年11月           | PC-8801                     | システムソフト       | システムソフト       | フロッピーディスク                | -               |                              |
| 10  | チョップリフター       | 1985年1月            | PC-6001                     | システムソフト       | システムソフト       | フロッピーディスク カセットテープ | -               | 移植はたいにゃんが担当した。 |
| 11  | チョップリフター       | 1985年               | X1                          | ソフトプロ           | ソフトプロ           | フロッピーディスク カセットテープ | -               |                              |
| 12  | Choplifter!            | 1985年               | Thomson TO7                 | TO TEK International | TO TEK International | ロムカセット                      | -               |                              |
| 13  | チョップリフター       | 1985年6月            | PC-8801                     | システムソフト       | システムソフト       | カセットテープ                    | -               |                              |
| 14  | チョップリフター       | 1985年7月            | SG-1000 SC-3000             | コンパイル           | セガ                 | マイカード                        | C-48            |                              |
| 15  | チョップリフター       | 1985年9月21日 1985年 | MSX                         | -                    | ソニー               | ロムカセット                      | HBS-G019C       |                              |
| 16  | チョップリフター       | 1985年10月           | アーケード                  | セガ第1AM研究開発部  | セガ                 | 業務用基板                        | 834-5795        |                              |
| 17  | チョップリフター       | 1986年6月26日        | ファミリーコンピュータ      | トーセ               | ジャレコ             | 384キロビットロムカセット         | JF-08           |                              |
| 18  | Choplifter             | 1986年9月 1987年8月  | セガ・マスターシステム      | セガ第2AM研究開発部  | セガ                 | ロムカセット                      | 5051 MK-5051-50 |                              |
| 19  | Choplifter!            | 1987年               | Atari 7800                  | Ibid                 | アタリ               | ロムカセット                      | CX7821          |                              |
| 20  | Colecovision Flashback | INT 2016年10月7日    | Windows                     | コレコ               | AtGames              | ダウンロード （Steam）            | 529860          | コレコビジョン版の移植       |

SG-1000/SC-3000版
移植はコンパイルが担当した。供給媒体はセガ・マイカード。オープニングBGMとして、ワーグナーの「ワルキューレの騎行」が使用されている。
アーケード版
セガ・システム2基板第1弾。パソコン版をベースに新要素として燃料制が取り入れられ、砂漠・海・洞窟・摩天楼の全4ステージ構成となっており、グラフィックが大幅に強化されている。なお、捕虜を一人も死なせずにステージクリアーすると、同社の『忍者プリンセス』（1985年）の主人公くるみ姫が登場し、パーフェクトボーナスが入る。
ファミリーコンピュータ版
セガが発売したアーケード版をベースに移植されている。

## 評価
| 項目 | キャラクタ | 音楽 | 操作性 | 熱中度 | お買得度 | オリジナリティ | 総合  |
| 得点 | 3.28       | 2.55 | 2.13   | 2.25   | 2.05     | 2.05           | 14.31 |

ファミリーコンピュータ版
ゲーム誌『ファミリーコンピュータMagazine』の読者投票による「ゲーム通信簿」での評価は別記の通り14.31点（満30点）となっている。

## 続編
チョップリフター2（ゲームボーイ）
ビクター音楽産業より1991年6月21日発売。供給媒体はROMカートリッジ。
チョップリフター3（ゲームギア、ゲームボーイ、スーパーファミコン）
北米ではMelbourne Houseより1993年にゲームギア版、欧州ではOcean Softwareより1994年にゲームボーイ版が発売され、スーパーファミコン版は日本でビクターエンタテインメントより1994年9月9日発売、北米、欧州でも発売されている。供給媒体はROMカートリッジ。